# 林俊卿
林俊卿（1914年—2000年7月12日），曾用名林青俊，男，福建厦门人，出生于被中国音乐家协会命名为“音乐之岛”的 鼓浪屿, 协和医学院医学博士，医生，男中音歌唱家，上海聲樂研究所所長(1957-1965)，北京声乐研究所所長(1985-1989)， 中国音乐家协会第二、三届理事。 林俊卿18岁从厦门同文书院毕业，先后就读于南京金陵大学医学院，北京协和医学院，并于1940年获协和医学院医学博士。

## 声乐生涯
林俊卿1940年获协和医学院医学博士之后， 在上海开私人诊所行医。 1941年,出于对音乐的爱好， 在业余时间， 他跟随上海工部局交响乐团的指挥意大利音乐家梅百器（Mario Paci 1878～1946年）学习西洋美声唱法。后来， 他又跟随美国到来的大都会歌剧院签约歌唱家莫那维塔（B.Bonavita）， 一位擅长“咽音唱法”的意大利人，研习莫那维塔的”咽音练声法”。 从林俊卿没有上过音乐院校，而是在业余学唱西洋美声的过程中不断探索和研究，从而创立了一整套严谨的“咽音唱法”歌唱体系。他常在上海的“意大利俱乐部”演唱， 当时的英文报纸评论：“他虽然只是一位业余歌唱家，但技巧水平远远超出一般专业演员。”“专家们都认为他是中国史无前例歌唱能力最强的男中音。”
1953年初夏，林俊卿大夫被选入由国内各界精英组成的中国青年代表团去波兰华沙， 参加了世界青年联欢节， 同时还顺道出访波兰、苏联、罗马尼亚和民主德国等地演唱。联欢节上和出访期间，林俊卿的演唱引起当地的媒体的连篇赞扬。 民主德国莱比锡音乐学院（西洋唱法诞生地之一），来函照会中国使馆，正式聘请林俊卿出任该院的声乐教授。

国外对林俊卿的强烈反响，以及他在出访时为同行的多名歌唱、戏曲演员治疗声带的事迹，引起文化部的高度重视，建议让林俊卿改行从事声乐教学和研究工作。1957年, 文化部特在上海为他创办了专门从事咽音发声研究和教授歌唱的上海聲樂研究所，林俊卿任所長。  得益于林氏咽音练声法包括，歌唱家王昆（中国第一个演白毛女-演喜儿)，歌唱家马玉涛、郭颂、张映哲、京剧演员童芷苓、电影演员向梅、维族歌手克里木……等等。著名高音歌唱家罗荣钜得益于林俊卿“咽音唱法”, 在上海声乐研究所的学习使其声乐艺术又攀登到一个新的高度。

上海聲樂研究所1965年停办，林俊卿在文革中受到冲击。 文革后，1985年，声乐研究所在北京恢复， 更名为北京声乐研究所。1989年，林俊卿年事已高，改任名誉所长，并提名上海声乐研究所1964年毕业的中国男中音歌唱家，原福建省歌舞剧院副院长钟振发接任所长。1999年10月，经文化部批准，北京声乐研究所，和文化部文化科技开发中心、以原中国艺术科学技术研究所为基础，合并改组为中国艺术科学技术研究所。

## 咽音练声法
咽音(pharyngeal voice)是意大利美声传统练声的“密方”。 林俊卿将医学解剖和声乐发声结合起来，并以医学临床的经验， 运用咽音练声法。 发咽音就是把咽部调节成为管的样子。按照林俊卿的咽音练声法， 要发出特有的咽音，使得运用声带发音的时候，声带受到保护。其中用气和发音位置的要求，打开喉咙，提高发声的位置；深呼吸运丹田；后胸腔直震后脑等运气发声。林俊卿的咽音练声法有八个步骤， 其中步骤1是四组无声练习。那些没有任何基础的人需要从无声练习开始。
无声练习的目的包括，缓解下巴紧张，放松下巴，等。无声练习的内容大致如下：
- 练习 1： 张嘴放松下巴。
- 练习 2： 震摇下巴。
- 练习 3： 蛤蟆气（西方也称为，狗喘气[dog panting]）练习。
- 练习 4： 训练舌部能形成纵沟。

练习1见于Douglas Stanley的《你的声音》一书。练习2和3， 见于霍恩(Marilyn Horne)的老师维纳德氏（Vennard）的著作。

## 著作
- 《歌唱发音的机能状态》， 林俊卿， 人民音乐出版社出版， 1957年。
- 《歌唱发音不正确的原因及纠正方法》， 林俊卿， 人民音乐出版社出版，1960年。
- 《歌唱发音的科学基础》， 林俊卿， 上海文艺出版社, 1963。[13]
- 《咽音练声的八个步骤》， 林俊卿， 上海音乐出版社, 1985年3月第1版， 1999.6月1版3印。 [10]
- 《Prof. Lin Jùnqīng’s 8 Steps of the Pharyngeal Voice Training》, by Jùnqīng Lin (Author), George Ho  (Translator), Publisher:  Independently published (February 16, 2019). [14]

## 外部連結
- 林俊卿博士《咽音练声的八个步骤》（四组无声练习，四组发声练习） （页面存档备份，存于）
- 林俊卿  主讲, youtube（视频）歌唱与科学 （包括： 咽音练声法的八个步骤）， 黑龙江文化音像出版社 （页面存档备份，存于）